# Omicidi di coppia
Omicidi di coppia (Wandering Eye) è un film TV del 2011, diretto da François Dompierre, andato in onda per la prima volta il 26 giugno 2011 sulla rete statunitense Lifetime.
In Italia è stato trasmesso il 23 giugno 2012, in prima serata, su Rai 2, registrando un'audience media di 1.611.000 spettatori e l'8,28% di share.

## Trama
La giovane e bella Maren è sposata con Connor, un medico in carriera, ma pur amandolo molto si sente trascurata dato che Connor ultimamente concentra tutte le sue energie nel lavoro, inizia a maturare l'idea di trovarsi un amante, specialmente perché il suo amico Graham non nasconde l'attrazione che prova per lei desideroso di avere una storia con Maren, ma quest'ultima è conscia del fatto che avere per amante una persona così vicina alla sua vita creerebbe solo problemi nell'eventualità di una storia, quindi si rivolge a un sito di incontri, "il Wandering Eye", per trovare una facile evasione, specialmente perché i visitatori del sito possono godere di incontri occasionali senza conseguenze e possono contare sulla sicurezza della privacy. 
Maren purtroppo ignora che i clienti del sito sono stati presi di mira da un killer che uccide le coppie di adulteri sorprendendoli sul fatto, a prendere in mano l'indagine sono i detective Jacqueline Fitzpatrick e Kyle Solomon, che in breve associano gli omicidi a Wandering Eye, e collaborano con il capo investigatore Will Atherton, l'ex marito di Jacqueline.
Maren in rete si mette in contatto con Lucas, il quale è sposato pure lui, i due si danno appuntamento in un albergo, e poi vanno nella suite prenotata da Lucas, lui e Maren iniziano a baciarsi con passione, ma poi lei si tira indietro capendo di non avere il coraggio di tradire suo marito, quindi esce dalla suite, inconsapevole del fatto che così facendo ha salvato se stessa da morte certa, infatti il killer, si presenta nella camera dell'albergo e uccide Lucas mentre lui era solo.
I problemi per Maren sono appena iniziati, infatti il killer le manda un messaggio sul cellulare, iniziando a minacciarla, lei si rivolge alla polizia e Will traccia un profilo psicologico: l'assassino deve aver avuto un padre infedele che tradiva la moglie, proietta sulle altre coppie i problemi legati alla rabbia nei confronti di suo padre e dell'amante, uccide coloro che tradiscono i coniugi mentre sono in coppia, infatti insieme a Lucas avrebbe dovuto uccidere pure Maren, e adesso deve portare a termine quello che ha cominciato quindi e non si fermerà finché anche Maren non sarà morta.
Will e Jacqueline fanno oscurare il sito Wandering Eye, invece Maren, mentre tornava a casa, viene raggiunta da Graham il quale inizia a importunarla, ma viene tramortito da Zooey, impiegata di Wandering Eye che si rivela essere il killer. Zooey sequestra Maren e la costringe a guidare l'auto con la pistola puntata su di lei, l'intento è quello di portarla nell'albergo dove lei aveva ucciso Lucas, infatti è lì che ucciderà Maren finendo quello che aveva iniziato, Zooey prova disprezzo per gli adulteri da quando suo padre tradì la madre con un'altra donna. Maren però non si lascia intimidire, e guida a tutta velocità andando a schiantarsi contro un'altra auto. 
Maren e Zooey ne escono illese, poi sopraggiungono Jacqueline e Will, però Zooey, pistola alla mano, spara a Will e Maren, fortunatamente vengono soccorsi da un'auto della polizia di pattuglia che investe Zooey. Grazie al giubbotto antiproiettile che Maren indossava, lei ne esce incolume, mentre quella di Will si rivela solo una ferita superficiale, infine Zooey viene arrestata.
Maren torna a casa con l'intento di raccontare tutta la verità a Connor, quest'ultimo sorprende la moglie preparando una cena romantica per tutti e due volendo farsi perdonare per averla trascurata negli ultimi tempi. Maren gli spiega che devono parlare, e benché intenda ancora dire tutta la verità al marito preferisce almeno per ora godersi una romantica serata con lui dicendogli "Ne parliamo domani".